# 長楽区
長楽区（ちょうらくく）は中華人民共和国福建省福州市に位置する市轄区。

## 歴史
623年（武徳6年）、唐により閩県を分割し新寧県が設置され、同年「長久安楽」の願いを込めて長楽県と改称された。808年（元和3年）に福唐県に編入されたが、810年（元和5年）に再び分割された。
911年（乾化元年）に閩により安昌県と改称されたが、こちらも923年（同光元年）に長楽県に戻され、更に933年（龍啓元年）に侯官県と改称されたが、翌年再び旧称にもどされた。
1994年2月18日に長楽県から県級市の長楽市に昇格し、2017年に市轄区の長楽区となり現在に至る。

## 行政区画
下部に5街道、11鎮、2郷を管轄する
- 街道
  - 文武砂街道、呉航街道、航城街道、営前街道、漳港街道
- 鎮
  - 首占鎮、玉田鎮、松下鎮、江田鎮、古槐鎮、鶴上鎮、湖南鎮、金峰鎮、文嶺鎮、梅花鎮、潭頭鎮
- 郷
  - 羅聯郷、猴嶼郷

## 交通

### 航空
- 福州長楽国際空港

### 鉄道
- 中国国家鉄路集団
  - 福平線（中国語版）

（福州方面）- 長楽駅 - 長楽東駅 - 長楽南駅 -（平潭方面）
- 福州地下鉄
  - 6号線

### 道路
- 高速道路
  -  京台高速道路
  -  瀋海高速道路
  -  福州環状高速道路（中国語版）
  -  福廈高速道路（中国語版）
  -  福州空港高速道路（中国語版）

- 国道
  - G228国道
  - G316国道（中国語版）

## 出身者
- 百丈懐海
- 林建章
- 梁鴻志
- 鄭振鐸
- 謝冰心
- 董奉
- 林慎思
- 陳振竜
- 柯尚遷
- 高魯